# Budai Ferenc (református lelkész)
Budai Ferenc (Pér, 1760. október 8. – Debrecen, 1802. szeptember 30.) református lelkész, lexikográfus.

## Élete
Budai Ézsaiás bátyja volt. Tanulmányait Debrecenben végezte 1784-ben. 1785-1787 között Hajdúszoboszlón rektor volt, ezt követően külföldi tanulmányútra indult. Nyolc hónapig tanult Zürichben, hat hónapig Göttingában, majd anyagi okok miatt 1788 decemberében hazatért. 1789 márciusától Hajdúszováton volt lelkész.
Amint polgári lexikonához írt előszavában öccse írja róla, ismeretei kiterjedtek az asztronómiára, a fizikára, a politikára, a hazai törvényekre, a filozófiára, különösen pedig a hazai történelemre, amelynek minden forrását ismerte. Kedvenc foglalkozása volt a görög, a római, a francia és a német irodalom tanulmányozása.

## Munkái

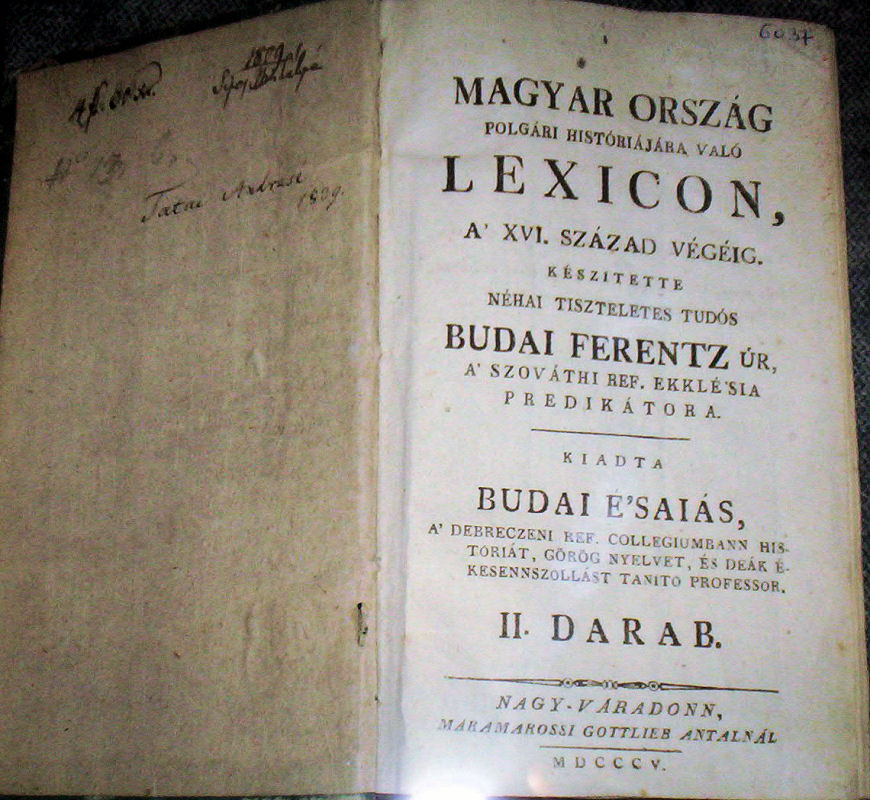

- A Kant szerént való filosofiának rostálgatása levelekben. Magyarra fordítva és jegyzésekkel megbővítve. Wéber Ny., Pozsony, 1801. (Névtelenül. Toldy neki tulajdonítja és Márton István Kant philosophiája előjátékának mondja.)
- Magyarország polgári historiájára való lexikon, a XVI. század végeig, 1-3. Kiadta Budai Ezsaiás. Nagyvárad, 1804–1805. három kötet. (2. kiadás. Pest, 1866. REAL-EOD)
- Budai Ferencz Polgári lexicona; 2. kiad.; Khór–Wein, Pest, 1866